# Spvg Steinhagen (Fußball)
Die Spvg Steinhagen (offiziell: Sportvereinigung Steinhagen e. V.) ist ein deutscher Sportverein aus der Gemeinde Steinhagen im nordrhein-westfälischen Kreis Gütersloh. Der Verein wurde am 7. September 1945 gegründet und hat die Vereinsfarben rot und weiß. Die Fußballabteilung gehört nach den Tischtennisspielern zu den erfolgreichsten Abteilungen des Vereins. Die Steinhagener spielten acht Jahre in der höchsten Amateurliga Westfalens und nahmen einmal am DFB-Pokal teil. Spielstätte der Sportvereinigung ist das Cronsbachstadion.

## Geschichte

### Frühe Jahre (1934 bis 1966)
Die Steinhagener Fußballgeschichte begann im Jahre 1908, als einige junge Steinhagener am Kriegerplatz an der Bahnhofstraße spielte. Entwicklungshelfer war dabei der VfB 03 Bielefeld. Der Erste Weltkrieg sorgte für ein abruptes Ende. Nach Kriegsende beschloss der Verein zwar am 4. Februar 1921 die Anschaffung eines Fußballs, allerdings dauerte es bis zum 10. Juli 1934, bevor eine Fußballabteilung gegründet wurde. Diese erhielt drei Jahre später die finanzielle Selbständigkeit. Nach dem Ausbruch des Zweiten Weltkrieges im Jahre 1939 konnte der TuS Jahn Steinhagen nur noch Jugendfußball anbieten.
Im Jahre 1949 sicherten sich die Steinhagener nach zwei Entscheidungsspielen gegen den VfL Ummeln die Kreismeisterschaft und stiegen als Zweiter der folgenden Aufstiegsrunde in die Bezirksklasse auf. Nach vielen Jahren im Mittelfeld der Tabelle wurde die Spvg im Jahre 1957 Vizemeister hinter dem VfL Schildesche. Vier Jahre später sicherte sich die Mannschaft mit sieben Punkten Vorsprung auf Germania Westerwiehe die Meisterschaft und stieg in die seinerzeit viertklassige Landesliga auf. Höhepunkte der folgenden Landesligaära waren die Derbys gegen den SV Brackwede, zu denen bis zu 4.000 Zuschauer kamen.
1964 wurden die Steinhagener „Rothemden“ von der Staffel 1 in die Staffel 5 versetzt und traf dort unter anderem auf die Amateure von Borussia Dortmund, die am ersten Spieltag mit 4:0 besiegt werden konnten. Am Saisonende reichte es nur zum viertletzten Platz, der den Abstieg bedeutete. Der direkte Wiederaufstieg wurde unter dramatischen Umständen geschafft. Am letzten Spieltag trafen die Steinhagener auf die zweite Mannschaft des VfB 03 Bielefeld, dem direkten Konkurrenten um die Meisterschaft. Der VfB führte mit 1:0, ehe das Spiel wegen eines heftigen Gewitters für 45 Minuten unterbrochen werden musste. Nach Wiederanpfiff drehte die Spvg das Spiel, gewann mit 3:1 und kehrte damit in die Landesliga zurück.

### Verbandsliga, Landesliga, DFB-Pokal (1966 bis 1985)
Ende der 1960er Jahre bezog der Verein das neue Cronsbachstadion, dass 1968 einen Naturrasen bekam. Gleich in der ersten Saison auf dem neuen Geläuf wurden die „Rothemden“, die sich mit dem ehemaligen Bundesligatorwart Erich Staude verstärkten, Vizemeister der Staffel 1 hinter Minden 05. Zusammen mit den Vizemeistern der anderen Landesligastaffeln und den beiden Drittletzten der Verbandsligen wurde eine Aufstiegsrunde ausgespielt. Zunächst besiegte die Spvg in Beckum Teutonia Lippstadt und stiegen nach einem 1:0-Sieg gegen die Sportfreunde Siegen in Dortmund in die Verbandsliga, der damals höchsten Amateurliga Westfalens, auf. Das entscheidende Tor erzielte Manfred Schüürmanns, während Torwart Erich Staude sich durch zahlreiche Paraden auszeichnete. Gleich in der Aufstiegssaison 1969/70 erreichte die Spvg den sechsten Tabellenplatz. Spiele gegen den SVA Gütersloh oder den SV Brackwede wurden von bis zu 7.000 Zuschauern verfolgt. 1971 wurde der Klassenerhalt erst erreicht, als sowohl der SVA Gütersloh als auch der VfL Klafeld-Geisweid in die Regionalliga aufgestiegen waren. Ein vorsorgliches Entscheidungsspiel gegen Preußen Hochlarmark war mit 0:2 verloren worden.
Im Jahre 1972 stiegen die Steinhagener als Tabellenvorletzter wieder in die Landesliga ab. In den folgenden Jahren wurde eine neue Mannschaft aufgebaut, die 1975 hinter dem FC Gohfeld Vizemeister wurde. Schließlich gelang im Jahre 1976 der Wiederaufstieg in die Verbandsliga. Mit 13 Punkten Vorsprung auf den VfL Schlangen wurden die mittlerweile von Erich Staude trainierten „Rothemden“ um Norbert Leopoldseder, Uwe Pallaks und Uli Hegemann Meister. Die Spvg qualifizierte sich gleichzeitig zum ersten und bis heute einzigen Male für den DFB-Pokal. In der ersten Runde der Saison 1976/77 trafen die „Rothemden“ auf den Bundesligisten VfL Bochum. Die Bochumer gewannen das Spiel vor 5000 Zuschauern mit 3:0 durch zwei Tore von Josef Kaczor und einem Treffer von Hans-Joachim Pochstein. Steinhagen spielte in folgender Aufstellung: Wolfgang Klöpping – Klaus Pallacks, Rolf Uthmann, Friedhelm Schmidt, Jürgen Hentschel – Grentz (74. Brune), Norbert Leopoldseder, Block – Uli Hegemann, Vogt, Reiner Wichert (60. Manfred Schüürmanns) – Trainer: Günter Niedermowwe.
In der Verbandsliga reichte es ohne dem zum Zweitligisten SC Herford gewechselten Torjäger Uwe Pallaks nur zum vorletzten Platz mit vier Punkten Rückstand auf die Hammer SpVg, so dass sich die Steinhagener nach nur einem Jahr wieder in die Landesliga begeben mussten. In der Saison 1977/78 konnten aufgrund der Einführung der Oberliga Westfalen drei Mannschaften aus jeder Landesligastaffel aufsteigen, während die Vierten eine Aufstiegsrunde spielen mussten. Mit zwei Punkten Rückstand auf den TuS Horn-Bad Meinberg wurde als Fünfter die Qualifikation jedoch verpasst. In den folgenden Jahren kamen die „Rothemden“ nicht mehr über Mittelmaß in der Landesliga hinaus. 1983 konnte der Abstieg in die Bezirksliga nur knapp vermieden werden, als die Spvg in der Endabrechnung einen Punkt Vorsprung auf den ersten Absteiger und Lokalrivalen TSG Harsewinkel aufwies. Zwei Jahre später gelang der Mannschaft schließlich der dritte Aufstieg in die Verbandsliga. Am letzten Spieltag wurde die Meisterschaft nach einem 3:3 im eigenen Stadion gegen die SpVg Brakel gesichert.

### Erfolgreichste Jahre und Niedergang (1985 bis 2006)
Die Steinhagener startete erfolgreich in die neue Verbandsligaära. In den ersten beiden Spielzeiten nach dem Aufstieg wurde die Mannschaft jeweils Sechster, ehe 1988 der Abstieg nur knapp vermieden wurde. Die „Rothemden“ hatten am Ende zwei Punkte Vorsprung auf den ersten Absteiger Bünder SV. Die Spielzeiten 1988/89 und 1989/90 sollten den sportlichen Höhepunkt der Vereinsgeschichte darstellen, in der die Mannschaft jeweils den dritten Platz erreichte. 1989 hatte die Spvg sieben Punkten Rückstand auf Meister SpVg Beckum und stellte mit Meik Tischler den Torschützenkönig der Liga. Ein Jahr später waren es vier Punkte Rückstand auf Vizemeister 1. FC Recklinghausen, der nach einer Relegation den Oberligaaufstieg schaffte.
Auch im Jugendbereich machte die Spvg von sich reden und erreichte mit der Landesliga die seinerzeit zweithöchste Spielklasse Westfalens. Dort trafen die Steinhagener auf renommierte Vereine wie Preußen Münster, den FC Gütersloh oder Borussia Lippstadt. In den folgenden Jahren konnten die Steinhagener Herren allerdings nicht mehr anknüpfen. Schon 1991 stieg die Mannschaft als Tabellenletzter in die Landesliga ab und fand sich zwei Jahre später in der Bezirksliga wieder. Dort belegte die Mannschaft stets einstellige Platzierungen, wobei der zehnte Platz in der Saison 1998/99 den sportlichen Tiefpunkt bedeutete. Zwischenzeitlich wurde 19932 der Bielefelder Kreispokal gewonnen. Im Mai 2000 trugen die „Rothemden“ ein Freundschaftsspiel gegen die Traditionsmannschaft des Deutschen Fußball-Bundes um Rudi Völler aus.
Zwei Jahre später gelang den Steinhagenern unter Trainer Jochen Krämer als Meister der Wiederaufstieg in die Landesliga, wo in der Saison 2003/04 der vierte Platz erreicht wurde. Zwei Jahre später ging es zurück in die Bezirksliga. Zur Saisonhalbzeit spielte die Mannschaft noch um den Aufstieg mit, ehe in der Rückrunde eine Talfahrt einsetzte. Nach einem 1:1 am letzten Spieltag beim Meister SC Wiedenbrück 2000 rutschten die Steinhagener auf einen Abstiegsplatz, da die Freie Turnerschaft Dützen durch einen gleichzeitigen 2:1-Sieg über den TuS Tengern noch vorbeiziehen konnten. Zwischenzeitlich erreichte die Mannschaft in den Jahren 2004 und 2005 jeweils das Endspiel des Kreispokals, dass jedoch mit 0:9 gegen die Amateure von Arminia Bielefeld bzw. mit 1:8 gegen den VfB Fichte Bielefeld verloren wurden. Die zweite Mannschaft der Spvg von 2003 bis 2005 als erste Reservemannschaft aus dem Altkreis Halle die Bezirksliga.

### Gegenwart (seit 2006)
Mit dem Abstieg übernahm Michael Johannig den Vorsitz der Fußballabteilung. Gleichzeitig setzte der Verein verstärkt auf Spieler aus dem eigenen Nachwuchs. Die neue Vereinsphilosophie sollte sich auszahlen. Im Jahre 2010 wurde die Spvg Vizemeister hinter dem TSV Victoria Clarholz und erreichte das Halbfinale im Kreispokal. Ein Jahr später sicherte sich die Mannschaft von Trainer Carsten Johannig mit 101 erzielten Saisontoren und 18 Punkten Vorsprung die Meisterschaft und den Wiederaufstieg in die Landesliga. Großen Anteil am Erfolg hatten Sebastian Herrmann und Dominic Höfel, die mit 29 bzw. 27 Toren die ersten beiden Plätze der Torjägerliste der Bezirksliga einnahmen. Das Kreispokalendspiel 2011 wurde mit 1:3 gegen den TuS Dornberg verloren.
In der Landesliga erreichten die „Rothemden“ in den Spielzeiten 2012/13, 2013/14 und 2015/16 jeweils den vierten Platz. 2013 hatten die Steinhagener bis zum letzten Spieltag noch Chancen auf den Aufstieg, bzw. die Aufstiegsrunde der Vizemeister, bevor eine 3:4-Heimniederlage gegen den VfB Fichte Bielefeld nur Platz vier brachte. Ein Jahr später erreichten die Steinhagener erneut das Endspiel des Kreispokals, verloren aber gegen den VfL Theesen mit 0:7. Im Jahre 2016 gelang dann der Kreispokalsieg durch ein 7:1 gegen Türk Sport Bielefeld. Dadurch qualifizierten sich die „Rothemden“ für den Westfalenpokal, wo die Mannschaft in der ersten Runden dem Drittligisten SC Paderborn 07 mit 1:8 unterlagen.
Sportlich ging es in der Landesligasaison 2017/18 bergab. Nachdem Trainer Daniel Keller vorzeitig seinen Abschied zum Saisonende ankündigte, wurde er Mitte März 2018 beurlaubt. Die Mannschaft stand zu diesem Zeitpunkt auf einem Abstiegsplatz. Kellers Nachfolger wurde der ehemalige deutsche Nationalspieler Jörg Böhme, der den Abstieg am Saisonende aber nicht verhindern konnte. Böhmes Nachfolger Tobias Brockschnieder trat im Februar 2019 zurück, nachdem es zu Streitigkeiten mit den Spielern kam. Mario Lüke übernahm die Mannschaft und schaffte mit ihr den direkten Wiederaufstieg. 2022 gelang der Klassenerhalt in der Landesliga erst am letzten Spieltag durch einen 7:1-Sieg über den SV Heide Paderborn.

## Stadion

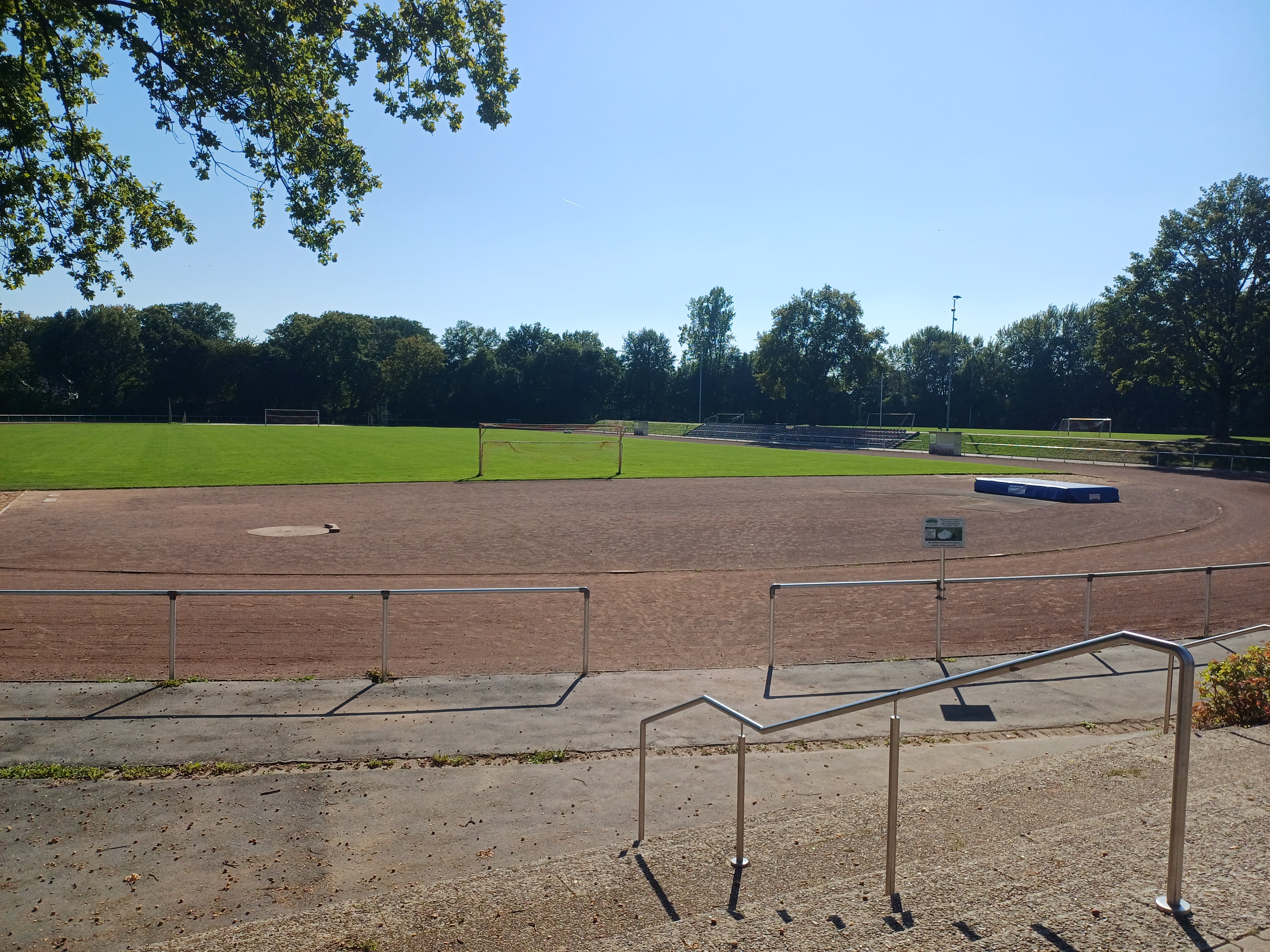
Cronsbachstadion

Die Heimspiele der ersten Herrenmannschaft werden seit 1968 im 5000 Zuschauer fassenden Cronsbachstadion ausgetragen. Das Stadion liegt im Süden der Gemeinde Steinhagen zwischen dem Gymnasium und der Queller Straße. Die Rasenspielfläche ist von einer Laufbahn umgeben. Bis Anfang der 1990er Jahre gab es eine überdachte Haupttribüne mit Sitzplätzen, jedoch wurde später dessen Dach wegen Baufälligkeit entfernt.
Eröffnet wurde das Cronsbachstadion mit einem Freundschaftsspiel zwischen einer Kombination aus der Spvg Steinhagen und der SpVgg Fichte Bielefeld und dem Bundesligisten Hannover 96. Das Cronsbachstadion wurde zuletzt im Jahre 2008 saniert und erhielt eine neue Tribüne mit 300 Sitzplätzen. Zur Neueröffnung traten die „Rothemden“ in einem Freundschaftsspiel gegen den Bundesligisten Arminia Bielefeld an und verloren mit 0:11. Am 10. Juli 1982 trugen die Bielefelder ihr Heimspiel im Intertoto-Cup gegen den FC St. Gallen im Cronsbachstadion aus. Vor 2.500 Zuschauern gewann die Arminia mit 3:1.
Der Kunstrasenplatz am Cronsbachstadion wird für die Jugendabteilung genutzt. Die restlichen zwei Rasenplätze sind zum Trainingszweck geeignet. Sämtliche Nebenplätze verfügen wie das Stadion über Flutlicht. Im Jahre 2009 wurde das neue Vereinsheim Sportlertreff! eröffnet, das nördlich des Stadions liegt. Bis zur Eröffnung des Cronsbachstadions spielten die Steinhagener auf dem Sportplatz Drei Linden.

## Statistik

### Erfolge
- Teilnahme am DFB-Pokal: 1976/77
- Aufstieg in die Verbandsliga Westfalen: 1969, 1976, 1985
- Meister der Landesliga Westfalen 1: 1976, 1985
- Kreispokalsieger: 1955, 1992[6], 2016, 2023
- Sieger des Altkreis-Hallenmasters: 2001–2005, 2008, 2009, 2012, 2013[10]

### Platzierungen
Grün unterlegte Platzierungen kennzeichnen einen Aufstieg während rot unterlegte Platzierungen auf Abstiege hinweisen.
| Spielzeit | Liga                 | Level | Platz | Tore  | Punkte |
| --------- | -------------------- | ----- | ----- | ----- | ------ |
| 1949/50   | Bezirksklasse, Gr. 1 | IV    | 09.   | 48:53 | 30:30  |
| 1950/51   | Bezirksklasse, Gr. 1 | IV    | 05.   | 73:52 | 40:20  |
| 1951/52   | Bezirksklasse, Gr. 1 | IV    | 05.   | 61:52 | 34:26  |
| 1952/53   | Bezirksklasse, Gr. 1 | IV    | 08.   | 52:49 | 33:27  |
| 1953/54   | Bezirksklasse, Gr. 1 | IV    | 11.   | 56:57 | 28:36  |
| 1954/55   | Bezirksklasse, Gr. 1 | IV    | 09.   | 49:55 | 31:33  |
| 1955/56   | Bezirksklasse, Gr. 1 | V     | 10.   | 37:50 | 19:33  |
| 1956/57   | Bezirksklasse, Gr. 1 | V     | 02.   | 56:33 | 39:17  |
| 1957/58   | Bezirksklasse, Gr. 1 | V     | 03.   | 61:48 | 35:21  |
| 1958/59   | Bezirksklasse, Gr. 2 | V     | 03.   | 75:39 | 38:14  |
| 1959/60   | Bezirksklasse, Gr. 2 | V     | 11.   | 51:54 | 23:33  |
| 1960/61   | Bezirksklasse, Gr. 2 | V     | 01.   | 70:40 | 46:10  |
| 1961/62   | Landesliga, Gr. 1    | IV    | 06.   | 74:64 | 36:28  |
| 1962/63   | Landesliga, Gr. 1    | IV    | 07.   | 81:59 | 32:28  |
| 1963/64   | Landesliga, Gr. 1    | IV    | 06.   | 61:53 | 32:28  |
| 1964/65   | Landesliga, Gr. 5    | IV    | 14.   | 56:59 | 27:37  |
| 1965/66   | Bezirksklasse, Gr. 2 | V     | 01.   | 92:44 | 49:15  |
| 1966/67   | Landesliga, Gr. 1    | IV    | 08.   | 58:50 | 32:32  |
| 1967/68   | Landesliga, Gr. 1    | IV    | 12.   | 38:50 | 24:36  |
| 1968/69   | Landesliga, Gr. 1    | IV    | 02.   | 43:29 | 38:32  |
| 1969/70   | Verbandsliga, Gr. 1  | III   | 06.   | 44:35 | 35:25  |
| 1970/71   | Verbandsliga, Gr. 1  | III   | 14.   | 48:69 | 24:36  |
| 1971/72   | Verbandsliga, Gr. 1  | III   | 15.   | 33:68 | 20:40  |
| 1972/73   | Landesliga, Gr. 1    | IV    | 05.   | 47:38 | 35:29  |
| 1973/74   | Landesliga, Gr. 1    | IV    | 04.   | 53:33 | 34:26  |
| 1974/75   | Landesliga, Gr. 1    | V     | 02.   | 76:39 | 46:18  |
| 1975/76   | Landesliga, Gr. 1    | V     | 01.   | 92:30 | 53:11  |
| 1976/77   | Verbandsliga, Gr. 1  | IV    | 17.   | 37:75 | 25:43  |
| 1977/78   | Landesliga, Gr. 1    | V     | 05.   | 55:36 | 36:24  |
| 1978/79   | Landesliga, Gr. 1    | V     | 08.   | 48:41 | 30:30  |
| 1979/80   | Landesliga, Gr. 1    | V     | 05.   | 51:34 | 35:25  |
| 1980/81   | Landesliga, Gr. 1    | V     | 07.   | 47:36 | 32:28  |
| 1981/82   | Landesliga, Gr. 1    | V     | 12.   | 40:48 | 27:33  |
| 1982/83   | Landesliga, Gr. 1    | V     | 13.   | 40:52 | 26:34  |
| 1983/84   | Landesliga, Gr. 1    | V     | 08.   | 46:42 | 31:29  |
| 1984/85   | Landesliga, Gr. 1    | V     | 01.   | 61:32 | 47:13  |
| 1985/86   | Verbandsliga, Gr. 1  | IV    | 06.   | 58:46 | 39:33  |
| 1986/87   | Verbandsliga, Gr. 1  | IV    | 06.   | 57:40 | 40:28  |
| 1987/88   | Verbandsliga, Gr. 1  | IV    | 12.   | 52:56 | 30:34  |

| Spielzeit | Liga                | Level | Platz | Tore                            | Punkte                          |
| --------- | ------------------- | ----- | ----- | ------------------------------- | ------------------------------- |
| 1988/89   | Verbandsliga, Gr. 1 | IV    | 03.   | 54:35                           | 37:23                           |
| 1989/90   | Verbandsliga, Gr. 1 | IV    | 03.   | 39:27                           | 35:25                           |
| 1990/91   | Verbandsliga, Gr. 1 | IV    | 16.   | 19:52                           | 19:41                           |
| 1991/92   | Landesliga, Gr. 1   | V     | 07.   | 44:43                           | 28:28                           |
| 1992/93   | Landesliga, Gr. 1   | V     | 14.   | 54:62                           | 23:37                           |
| 1993/94   | Bezirksliga, Gr. 2  | VI    | 03.   | 78:37                           | 38:18                           |
| 1994/95   | Bezirksliga, Gr. 2  | VII   | 03.   | 73:49                           | 39:21                           |
| 1994/95   | Bezirksliga, Gr. 2  | VII   | 03.   | 73:49                           | 39:21                           |
| 1995/96   | Bezirksliga, Gr. 2  | VII   | 06.   | 62:55                           | 45                              |
| 1996/97   | Bezirksliga, Gr. 2  | VII   | 06.   | 92:62                           | 49                              |
| 1997/98   | Bezirksliga, Gr. 2  | VII   | 05.   | 54:38                           | 48                              |
| 1998/99   | Bezirksliga, Gr. 2  | VII   | 10.   | 48:45                           | 37                              |
| 1999/00   | Bezirksliga, Gr. 2  | VII   | 05.   | 58:44                           | 51                              |
| 2000/01   | Bezirksliga, Gr. 2  | VII   | 01.   | 68:28                           | 60                              |
| 2001/02   | Landesliga, Gr. 1   | VI    | 04.   | 65:51                           | 45                              |
| 2002/03   | Landesliga, Gr. 1   | VI    | 05.   | 50:36                           | 43                              |
| 2003/04   | Landesliga, Gr. 1   | VI    | 04.   | 65:51                           | 45                              |
| 2004/05   | Landesliga, Gr. 1   | VI    | 06.   | 60:49                           | 47                              |
| 2005/06   | Landesliga, Gr. 1   | VI    | 14.   | 56:56                           | 33                              |
| 2006/07   | Bezirksliga, Gr. 2  | VII   | 04.   | 66:42                           | 55                              |
| 2007/08   | Bezirksliga, Gr. 2  | VII   | 08.   | 37:33                           | 40                              |
| 2008/09   | Bezirksliga, Gr. 2  | VIII  | 11.   | 38:38                           | 36                              |
| 2009/10   | Bezirksliga, Gr. 2  | VIII  | 02.   | 86:40                           | 69                              |
| 2010/11   | Bezirksliga, Gr. 2  | VIII  | 01.   | 101:31                          | 77                              |
| 2011/12   | Landesliga, Gr. 1   | VII   | 08.   | 49:56                           | 36                              |
| 2012/13   | Landesliga, Gr. 1   | VII   | 04.   | 58:47                           | 52                              |
| 2013/14   | Landesliga, Gr. 1   | VII   | 04.   | 59:38                           | 52                              |
| 2014/15   | Landesliga, Gr. 1   | VII   | 08.   | 43:43                           | 40                              |
| 2015/16   | Landesliga, Gr. 1   | VII   | 04.   | 74:49                           | 52                              |
| 2016/17   | Landesliga, Gr. 1   | VII   | 05.   | 70:47                           | 55                              |
| 2017/18   | Landesliga, Gr. 1   | VII   | 14.   | 51:56                           | 31                              |
| 2018/19   | Bezirksliga, Gr. 2  | VIII  | 01.   | 79:24                           | 69                              |
| 2019/20   | Landesliga, Gr. 1   | VII   | 15.   | abgebrochen bzw. annulliert 1 2 | abgebrochen bzw. annulliert 1 2 |
| 2020/21   | Landesliga, Gr. 1   | VII   | –     | abgebrochen bzw. annulliert 1 2 | abgebrochen bzw. annulliert 1 2 |
| 2021/22   | Landesliga, Gr. 1   | VII   | 12.   | 49:60                           | 36                              |
| 2022/23   | Landesliga, Gr. 1   | VII   | 17.   | 41:91                           | 20                              |
| 2023/24   | Bezirksliga, Gr. 2  | VIII  | 05.   | 75:51                           | 47                              |
| 2024/25   | Bezirksliga, Gr. 2  | VIII  | 03.   | 103:43                          | 63                              |

## Weitere Mannschaften
Die zweite Herrenmannschaft spielt in der Saison 2016/17 in der Kreisliga B. Von 2003 bis 2005 trat die Steinhagener Reserve in der Bezirksliga an. Die Frauenmannschaft stieg im Jahre 2024 in die Landesliga auf. Im Jugendbereich stellt die Spvg Steinhagen elf Mannschaften, davon drei Mädchenmannschaften in einer Spielgemeinschaft mit dem TSV Amshausen. Sowohl die männliche als auch die weibliche B-Jugend tritt in der Saison 2017/18 in der Bezirksliga an, alle anderen Mannschaften spielen auf Kreisebene.

## Persönlichkeiten
- Norbert Eilenfeldt, zuvor Bundesligaspieler bei Arminia Bielefeld, 1. FC Kaiserslautern und FC Schalke 04
- Hakan Erdem, auch deutscher Futsal-Nationalspieler
- Ulrich Granzow, zuvor Zweitligaspieler bei DJK Gütersloh und Rot-Weiss Essen
- Karl-Heinz Henke, zuvor Bundesligaspieler bei Borussia Dortmund
- Anna Laue, wurde Bundesligaspielerin beim Herforder SV
- Norbert Leopoldseder, zuvor Bundesligaspieler bei Arminia Bielefeld
- Vidoje Matić, auch deutscher Futsal-Nationalspieler
- Uwe Pallaks, wurde Zweitligaspieler beim SC Herford und Hessen Kassel
- Nikolai Rehnen, wurde Drittligaspieler beim SV Sandhausen
- Erich Staude, zuvor Bundesligaspieler beim MSV Duisburg
- Stefan Studtrucker, zuvor Zweitligaspieler bei Arminia Bielefeld
- Oliver Roggensack, zuvor Zweitligaspieler bei Arminia Bielefeld
- Meik Tischler, zuvor Zweitligaspieler bei Eintracht Braunschweig